# Kay Gausa
Kay Bastian Gausa (* 1. Juli 1992 in Hamburg) ist ein ehemaliger deutscher Basketballspieler. Er bestritt zwölf Spiele in der Basketball-Bundesliga.
Gausa begann seine Karriere beim SC Rist Wedel im Alter von neun Jahren, für den er mit der Herrenmannschaft in der dritthöchsten Spielklasse ProB spielte. Von 2012 bis 2014 spielte er für den Erstligisten Ratiopharm Ulm, wobei er mit Doppellizenz auch weiter in der ProB für das „Farmteam“ Weißenhorn Youngstars spielte. Zur Saison 2014/15 wechselte Gausa in die zweithöchste Spielklasse ProA zu den Oettinger Rockets Gotha. Nach zwei Kreuzbandrissen innerhalb von elf Monaten jeweils zu Saisonbeginn wurde Gausa in seiner Entwicklung als professioneller Spieler erheblich zurückgeworfen. Im Januar 2016 wurde Gausa von den Hamburg Towers verpflichtet. Wenige Wochen später zog sich Gausa abermals eine Kreuzbandverletzung zu und gab im Mai 2016 im Alter von 23 Jahren das Ende seiner Profi-Laufbahn bekannt.

## Karriere
Gausa entstammt der Nachwuchsarbeit des langjährigen Zweitligisten SC Rist Wedel, der schon einige Nationalspieler wie Ingo Freyer und Marvin Willoughby hervorgebracht hat. Von 2008 bis 2011 spielte Gausa in der Nachwuchs-Basketball-Bundesliga (NBBL) für den Bramfelder SV, mit dem sich jedoch nicht für die Finalrunde qualifizieren konnte. 2009 stieg Gausa im Erwachsenenbereich mit der Mannschaft von Rist Wedel als Meister der 1. Regionalliga in die 2. Bundesliga ProB auf, wo er endgültig ab der ProB-Saison 2010/11 zu den Leistungsträgern mit durchschnittlich über 20 Minuten Einsatzzeit pro Spiel zählte. In der ProB-Spielzeit 2011/12 schaffte Wedel den Einzug in die Play-offs um den Aufstieg in die ProA, in denen man jedoch in der ersten Runde ausschied.
Nach dem Ende der Saison 2011/12 wechselte Gausa zum Erstligisten Ratiopharm Ulm, für den er in den folgenden beiden Spielzeiten auch Kurzeinsätze im europäischen Vereinswettbewerb ULEB Eurocup bestritt, ansonsten aber hauptsächlich mit Doppellizenz beim Ulmer Kooperationspartner und Farmteam Weißenhorn Youngstars weiter in der ProB spielte. Gemeinsam mit Till-Joscha Jönke, der als Doppellizenzler zum Youngster des Jahres der ProB 2012/13 gewählt wurde, verpasste Gausa in der Play-off-Halbfinalserie gegen Rekordmeister Bayer Giants Leverkusen nur knapp den Aufstieg in die ProA. Nachdem Gausa neben den Einsätzen im Europapokal in der Bundesliga-Saison 2012/13 bereits neun Kurzeinsätze für Ulm in der höchsten deutschen Spielklasse hatte, zog er sich im November 2013 nach drei weiteren Erstliga-Einsätzen in der neuen Saison einen Kreuzbandriss zu, der für ihn das Saisonende bedeutete. Nachdem Gausa im Sommer 2014 bereits wieder zum erweiterten Kreis der A2-Nationalmannschaft zählte, erlitt Gausa nach seinem Wechsel zum ProA-Ligisten Oettinger Rockets aus Gotha im Oktober 2014 nach vier Meisterschaftseinsätzen einen weiteren Kreuzbandriss, der für ihn ein weiteres Mal das Saisonende bedeutete. Anfang 2016 bestritt Gausa vier Spiele für den Zweitligisten Hamburg Towers, ehe er sich abermals eine Kreuzbandverletzung zuzog. Daraufhin beendete er im Mai 2016 seine Profikarriere.
Im Sommer 2020 stieß er als Jugendtrainer zum Hamburger Verein Eimsbütteler TV.